# Sophie Charlotte Elisabeth Ursinus

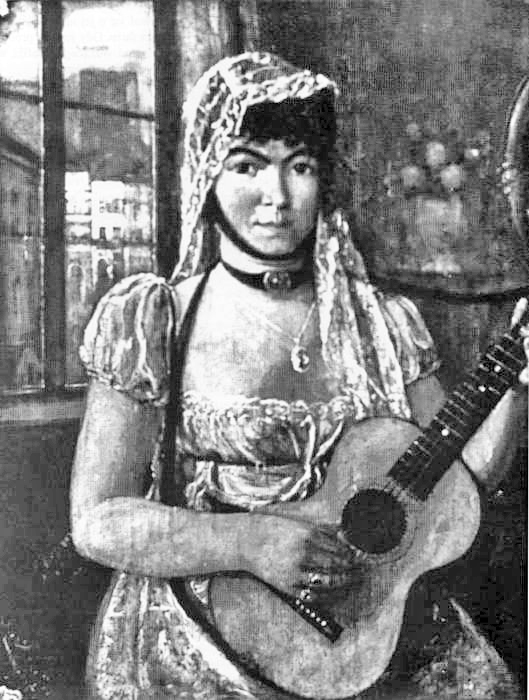
Porträt Charlotte Ursinus

Sophie Charlotte Elisabeth Ursinus (* 5. Mai 1760 als Sophie Charlotte Elisabeth von Weingarten; † 4. April 1836 in Glatz) ermordete mutmaßlich ihren Ehemann, ihre Tante und ihren Geliebten mit Arsenik und verübte einen Giftanschlag auf ihren Diener. Ihr aufsehenerregender Fall führte zur Entwicklung einer gerichtsfesten Nachweismethode für Arsenikvergiftungen.

## Leben und Taten
Die Tochter des österreichischen Legationsrates Maximilian von Weingarten (1721–1781, später nannte er sich in von Weiß um), der sich durch Verrat um Heimat, Stellung und Vermögen gebracht hatte, und der Charlottenburger Bürgermeisterstochter Ernestine Henriette Witte heiratete im Alter von 19 Jahren den weitaus älteren Geheimen Justizrat und Regierungsdirektor Theodor Ursinus, mit dem sie zunächst bis 1792 in Stendal und anschließend in Berlin lebte. Aufgrund des Altersunterschieds und des Rückzugs Theodors von den „ehelichen Pflichten“ nahm sie sich wohl mit Zustimmung ihres Mannes einen Geliebten, einen holländischen Hauptmann namens Ragay, der sich 1796 aber wieder von ihr trennte. Ursinus bemühte sich anschließend vergeblich, ihn zurückzugewinnen. Nach mehrmonatiger Krankheit verstarb Ragay im Juli 1797 offiziell an einer „Lungenschwindsucht“ ohne Anzeichen einer Vergiftung.
Am 11. September 1800 starb überraschend Theodor Ursinus, der noch am Vortag vergnügt seinen Geburtstag gefeiert hatte. Der Witwe zufolge hatte er am Abend der Feier über Unwohlsein geklagt und von ihr ein Stärkungselixier, dann ein Brechmittel verabreicht bekommen. Am darauffolgenden Morgen verschlechterte sich sein Zustand rasch, und er verstarb am Nachmittag im Beisein von mehreren bekannten Ärzten, darunter dem königlichen Leibarzt Johann Ludwig Formey und Johannes Nepomuk Bremer. Schon hier regte sich ein Verdacht gegen die Witwe, da sie es unterlassen hatte, in der Nacht einen Arzt zu rufen, und zwei Wochen zuvor bei einem Apotheker, angeblich zur Rattenbekämpfung, Arsenik erworben hatte.
Am 24. Januar 1801 starb Christiane Sophie Regine Witte, eine Tante der Ursinus. Sie hinterließ ihr ein großes Vermögen. Auch hier hatte die Geheimrätin Ursinus zuvor eine große Menge Arsenik erworben.
Ende Februar 1803 erkrankte der Diener Benjamin Klein. Der herbeigerufene Generalchirurg Laube untersuchte ihn und verordnete ein Abführmittel, das aber keine Linderung brachte. Ursinus verabreichte ihm eine Brühe und ein Brechmittel, woraufhin sich sein Zustand weiter verschlechterte. Am 28. Februar gab sie ihm Rosinen, die er wieder erbrach. Einen Milchreis am nächsten Tag rührte er nicht an, beobachtete aber, wie Ursinus ihn, obwohl unberührt, wegwarf. Misstrauisch geworden, durchsuchte er die Wohnung und entdeckte Arsenikpulver. Am 3. März brachte ihm die Geheimrätin gebackene Pflaumen, die er von der Zofe zwecks Analyse in eine Apotheke bringen ließ. Dort wurde das Gift festgestellt und Anzeige erstattet. Am Abend des 5. März wurde Sophie Ursinus schließlich verhaftet. Sie gestand den Mordversuch an ihrem Diener, ohne ein Motiv erkennen zu lassen, und widersprach dem Verdacht des Giftmordes an ihrem Mann und ihrer Tante. Vermutlich sollte Klein sterben, weil er von Heiratsplänen der Ursinus wusste, die sie nicht bekannt werden lassen wollte.
Der Untersuchungsrichter ordnete eine Exhumierung der Leichname ihrer Tante und ihres Ehemannes an und beauftragte den berühmten Chemiker Martin Heinrich Klaproth und seinen Assistenten, den Apotheker Valentin Rose, mit einer Analyse auf Giftstoffe. Die Untersuchung der beiden Experten konnte bei Theodor Ursinus zwar keinen Nachweis einer Vergiftung erbringen, allerdings auch nicht ausschließen. Ihr Gutachten stand jedenfalls im eindeutigen Widerspruch zu der Diagnose der behandelnden Ärzte des Verstorbenen, die einen „Nervenschlag“ angenommen hatten.
Auch der Todesfall der Christiane Witte wurde nach der Exhumierung von Klaproth und Rose untersucht. Sie fanden abermals in den Organen keinen chemischen Nachweis von Arsenik, schlossen aber wie bei Theodor Ursinus aufgrund von pathologischen Veränderungen im Magen und Darm der Verstorbenen auf eine Vergiftung. Auch hier widersprachen die behandelnden Ärzte und verwiesen auf ihre Diagnose.
Der aufsehenerregende Prozess gegen Sophie Ursinus vor dem Berliner Kammergericht endete am 12. September 1803. Sie wurde vom Vorwurf des Giftmordes an dem Hauptmann Ragay und ihrem Ehemann Theodor Ursinus freigesprochen. Die Tötung ihrer Tante Christiane Witte konnte nicht vollständig nachgewiesen werden und führte zu einer sogenannten Verdachtsstrafe, während für den versuchten Mord an ihrem Diener Benjamin Klein die ordentliche Strafe verhängt wurde, so dass sie zu lebenslanger Festungshaft in der Festung Glatz verurteilt wurde.
1833 wurde sie nach dreißigjähriger Haft begnadigt, durfte aber die Stadt nicht verlassen und starb am 4. April 1836 als Mitglied der besseren Gesellschaft in Glatz.

## Folgen
Das Urteil zeigte die Misere, die sich beim Nachweis von Giftanschlägen in Gerichtsprozessen offenbarte: Nicht der objektive wissenschaftliche Nachweis, sondern die Autorität der Gutachter entschied über den Ausgang. Während sich die chemische Analyse von Klaproth und Rose im Fall des Ehemannes nicht gegen die Aussagen der berühmten Ärzte durchsetzen konnte, gelang ihnen das im Fall der Tante, die von Ärzten mit weniger Reputation behandelt worden war.
Dieses Dilemma ließ Rose nicht ruhen, so dass er bis 1806 ein gut funktionierendes Nachweisverfahren für Arsenikvergiftungen entwickelte. Aber erst mit der Entwicklung der Marshschen Probe von 1832 war ein sicherer Arsennachweis möglich.